# Jaroslav Pazdera
Jaroslav Pazdera (27. června 1962 – 15. dubna 2020) byl český fotbalový útočník.

## Fotbalová kariéra
V československé lize hrál za AC Sparta Praha, kam přestoupil z Příbrami. Podílel se na titulu Sparty v ročníku 1990/91, přestože zde působil jen měsíc – z Příbrami přišel k 1. prosinci 1990 a k 1. lednu 1991 odešel do rakouského WSV VÖEST Alpine Krems. V nejvyšší soutěži nastoupil ve 2 utkáních, vstřelil 1 branku. Skóroval při svém debutu v neděli 2. prosince 1990 (Sparta - Cheb 3:1), v sobotu 8. prosince 1990 hrál první ligu naposled (Inter - Sparta 1:0).

## Ligová bilance
| Ročník                                   | Zápasy | Góly | Klub              |
| ---------------------------------------- | ------ | ---- | ----------------- |
| 1. československá fotbalová liga 1990/91 | 2      | 1    | AC Sparta Praha   |
| Česká fotbalová liga 1993/94             | -      | 19   | FC Portal Příbram |
| 2. česká fotbalová liga 1994/95          | -      | 3    | FC Portal Příbram |
| 2. česká fotbalová liga 1995/96          | 16     | 1    | FC Portal Příbram |
| Česká fotbalová liga 1996/97             | -      | 2    | FC Dukla Příbram  |
| CELKEM 1. liga                           | 2      | 1    |                   |